# تاريخ الطباعة

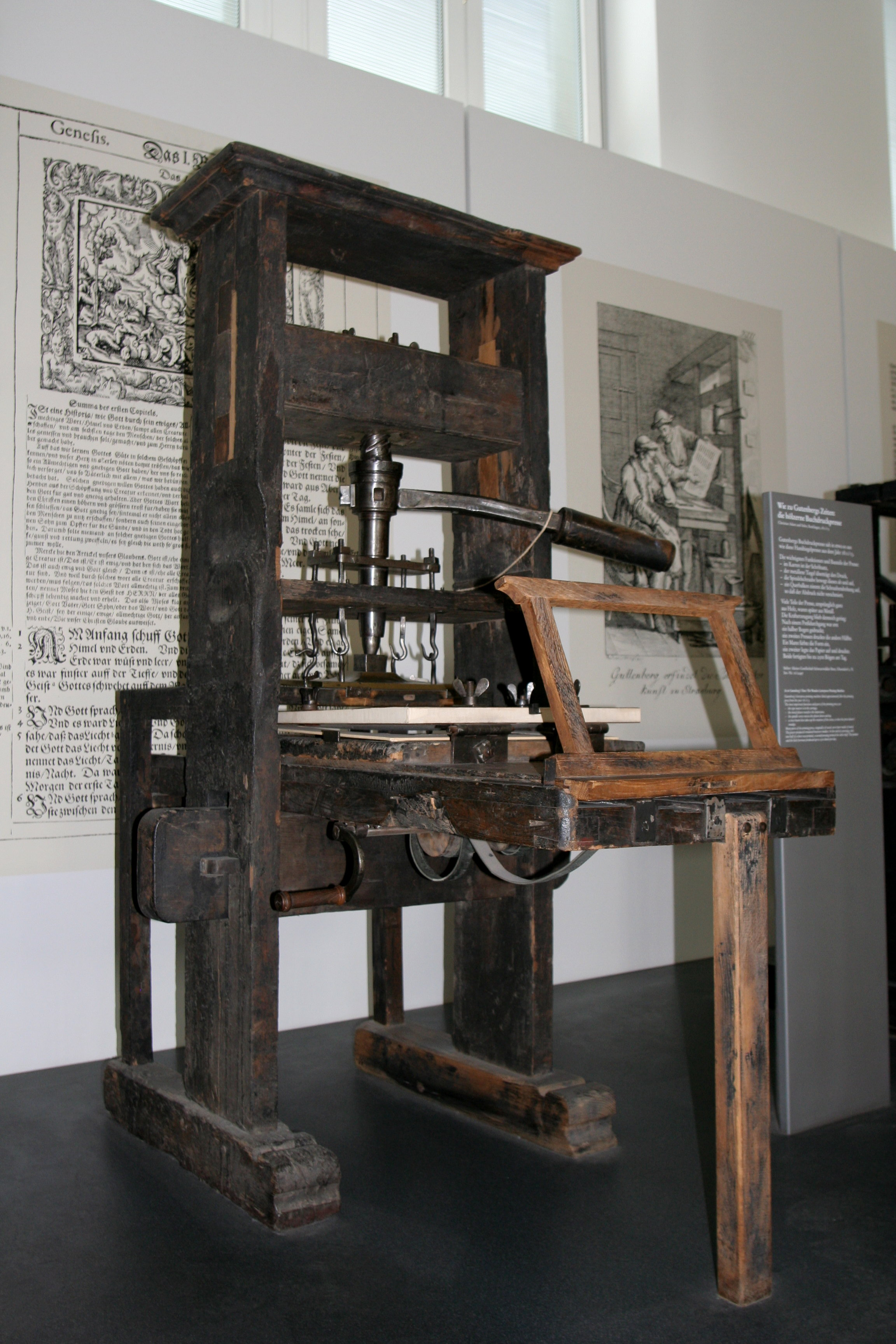
آلة طباعة ترجع لعام 1811 تم تصويرها في ميونخ، ألمانيا.

ظهر طبع الكلمات والصور والتصاميم فوق الورق أو النسيج أو المعادن أو أي مواد أخرى ملائمة للطبع فوقها. وهذا يطلق عليه فنون جرافيك (فنون تخطيطية أو تصويرية كالتصوير والرسم والكتابة) وتتم بنسخ صور بطريقة ميكانيكية. ويتم من خلال الطبع من سطح بارز. فكان يجري قديما الختم بالحجر وهذا يعتبر أقدم طرق الطباعة التي عرفت لدي البابليين والسومريين والايبلاوين والاوغارتين والاكاديين والحضارات في سوريا القديمة وبلاد ما بين النهرين وكان يستعمل للاستغناء عن التوقيع علي المستندات والوثائق والمعاهدات أو كرمز ديني كما في مملكة ماري وايبلا في سوريا. وكانت الوسيلة أختام أو طباعة ليبصم بها فوق الطين أو من الحجر بخدش أو نقش سطحه. وكان حجرة دائرية تغمس في الصبغة السائلة أو الطين وكان يطبع فوق سطح ناعم ومستوي لطبع ما كتب عليه كصورة متطابقة عكسياً ومقابلة كما في حضارات الجزيرة السورية. وقد تم استعمال الأختام الطينية المنقوشة بتصميم بسيط منذ سنة 5000 ق.م. وكانت تطبع على الأبواب المخصصة لحيازة وحفظ السلع. كما تم العثور عليها على الأكياس والسلال التي كانت تنقل بنهري دجلة والفرات.
وظهرت أختام كرمة ويرجع تاريخها للأسر المصرية 12-15. الصلصال مسطحة أو جعرانية الشكل أو محفورة بأنماط زخارف هندسية شبكية قائمة على المثلثات المحفورة. متماثلة مع تلك التي تمَّ الكشف عنها في المواقع النوبية، والتي ترجع للنصف الثاني من المملكة الوسطى تصاميم زهرية أو لوالبية أ وألقاب أو أسماء لبعض صغار الموظفين أو من ذوى المناصب العليا في الحكومة مثل نائب الحاكم أو المبعوث الملكي. وفي كرمة بالنوبة اكتشفت اختام تسلط ضوءاً على العلاقات التي كانت متطورة بين كرمة ومصر. ويرجع تاريخها للأسر المصرية 12-15. ومن بينها المحفورة.متماثلة مع تلك التي تمَّ الكشف عنها في المواقع النوبية، والتي ترجع للنصف الثاني من المملكة وكانت من تصاميم زهرية أو لوالبية وألقاب أو أسماء لبعض صغار الموظفين أو من ذوى المناصب العليا في الحكومة مثل نائب الحاكم أو المبعوث الملكى. كما وجدت أختام مغطاة بنقوش حيوانات أو بأشكال أو أسماء ملكية يرجع تاريخها للأسرة المصرية 15م.. وخلال سنتي 2200ق.م. 1800 ق.م. ازدهرت التجارة بين بلاد الرافدين والهند عبر الخليج. وكان أهم التجارات أختام العلامات الدائرية التي عرفت بالأختام الفارسية الممهرة بالحيوانات وتتسم بالتجريدية وبعضها كان عليه الثور المحدب وكتابات هندية. وكانت مصنوعة من الحجر الناعم وكان لها نتوء مثقوب لتعليقها. ومنذ حوالي سنة 2000 ق.م. استبدلت الأختام الخليجية الفارسية بأختام دلمون Dilmun seals وكان نتوءها أقل، ومحززة بثلاثة خطوط متوازية.
وكان بداية الطباعة الميكانيكية سنة 200م عندما أخذ الصينيون يحفرون الكتابة والصور البارزة فوق قوالب خشبية. وكان كتاب Tipitaka البوذي المقدس يطبع عام 972 م. في 130 ألف صفحة بالقوالب الخشبية. وتطورت الطباعة من كليشيهات خشبية صور عليها نص الصفحة بالكامل إلى طريقة التجميع لحروف المونوتيب Movable Type المتحركة وترصيصها في قوالب (شاسيه). ولأن الأبجدية الصينية تضم من 2000 - 40 ألف حرف منفصل. لهذا كانت الطباعة بالحروف تواجه مشكلة. لهذا لم تتبع الحروف المنفصلة وهذه المشكلة واجهت الكوريين في القرن 14م. وظلوا يتبعون الطريقة التقليدية بالطبع بقوالب الخشب المنقوشة نقشا بارزا.وفي أوروبا صنعت الحروف البارزة والمتحركة وفي منتصف القرن 15 ظهرت آلة الطباعة علي يد الألماني يوهان جوتنبرج. لتتطور للطباعة الحديثة التي تطبع بها الصحف والكتب بالملايين علي الورق. وهذا كان سببا في تطور الحضارة وانتشار المعرفة بشتي لغات أهل الأرض.